# AMO-3
Le AMO-3 aussi appelé ZIS-3, était un camion léger soviétique de 2,5 tonnes de charge utile. Il était fabriqué dans l'usine du constructeur AMO ZIL de Moscou de 1931 à 1933. L'AMO-3 était une copie du camion américain «AutoCar-SA» . 
À partir du mois d'octobre 1931, le constructeur AMO a été renommé ZIS - Zavod Imeni Stalina, et l'AMO-3 a été rebaptisé ZIS-3. En 1956, la déstalinisation entreprise par Nikita Khrouchtchev renomme l’entreprise « ZIL », pour Zavod Imeni Likhatchiova, du nom de l’ancien directeur de l’usine Ivan Likhatchiov.

## Histoire
Après avoir construit le premier camion soviétique avec une licence Fiat, le fameux Fiat 15Ter sous le nom de AMO F-15 de 1924 à 1931, le constructeur se lance dans une nouvelle étape avec l'AMO-3 dont le 1er exemplaire sortira de l'usine le 25 octobre 1931.
L'AMO-3 diffère de son prédécesseur l'AMO-2, copie du modèle "Dispach" du constructeur américain Autocar Company, uniquement par ses supports de phares, la forme des ailes avant, l'alimentation électrique et son essieu arrière.
La cabine était une deux places. Le carburateur était placé sous le capot. Le moteur était un six cylindres en ligne de 4 882 cm3 développant une puissance maxi de 66 ch à 2 400 tr/min. La puissance nominale fut ramenée à 60 ch à 2 200 tr/min. Sa vitesse maxi était de 50 km/h et sa consommation de 33 l/100 km avec un taux de compression de 4,55:1. Le camion pesait 2 840 kg à vide et 5 490 kg en charge.

## Modifications
- AMO-4 - modification de l'empattement porté de 3 810 mm à 4 420 mm. Le châssis de l'AMO-4 a aussi été utilisé pour la construction d'autobus et des camions de pompiers.
- AMO-5 - prototype de pré-production du ZiS-5
- AMO-6 - prototype de pré-production du ZIS-6
- AMO-7 - tracteur sur la base de l'AMO-3 avec empattement raccourci à 2 920 mm.